# Stemonyphantes abantensis
Stemonyphantes abantensis är en spindelart som beskrevs av Jörg Wunderlich 1978. Stemonyphantes abantensis ingår i släktet Stemonyphantes och familjen täckvävarspindlar.
Artens utbredningsområde är Turkiet. Inga underarter finns listade i Catalogue of Life.